# Sulimice
Sulimice (do 1945 niem. Zillmitz) – wieś w Polsce położona w województwie zachodniopomorskim, w powiecie sławieńskim, w gminie Darłowo przy drodze wojewódzkiej nr 203.
Według danych z 28 września 2009 roku wieś miała 142 stałych mieszkańców.
W latach 1975–1998 miejscowość położona była w województwie koszalińskim.
We wsi neogotyki kościół z 1879 z wieżą krytą hełmem ostrosłupowym, kamienny obelisk upamiętniający poległych w czasie I wojny światowej, ryglowa zagroda z XIX w.